# ورزش در اوکراین

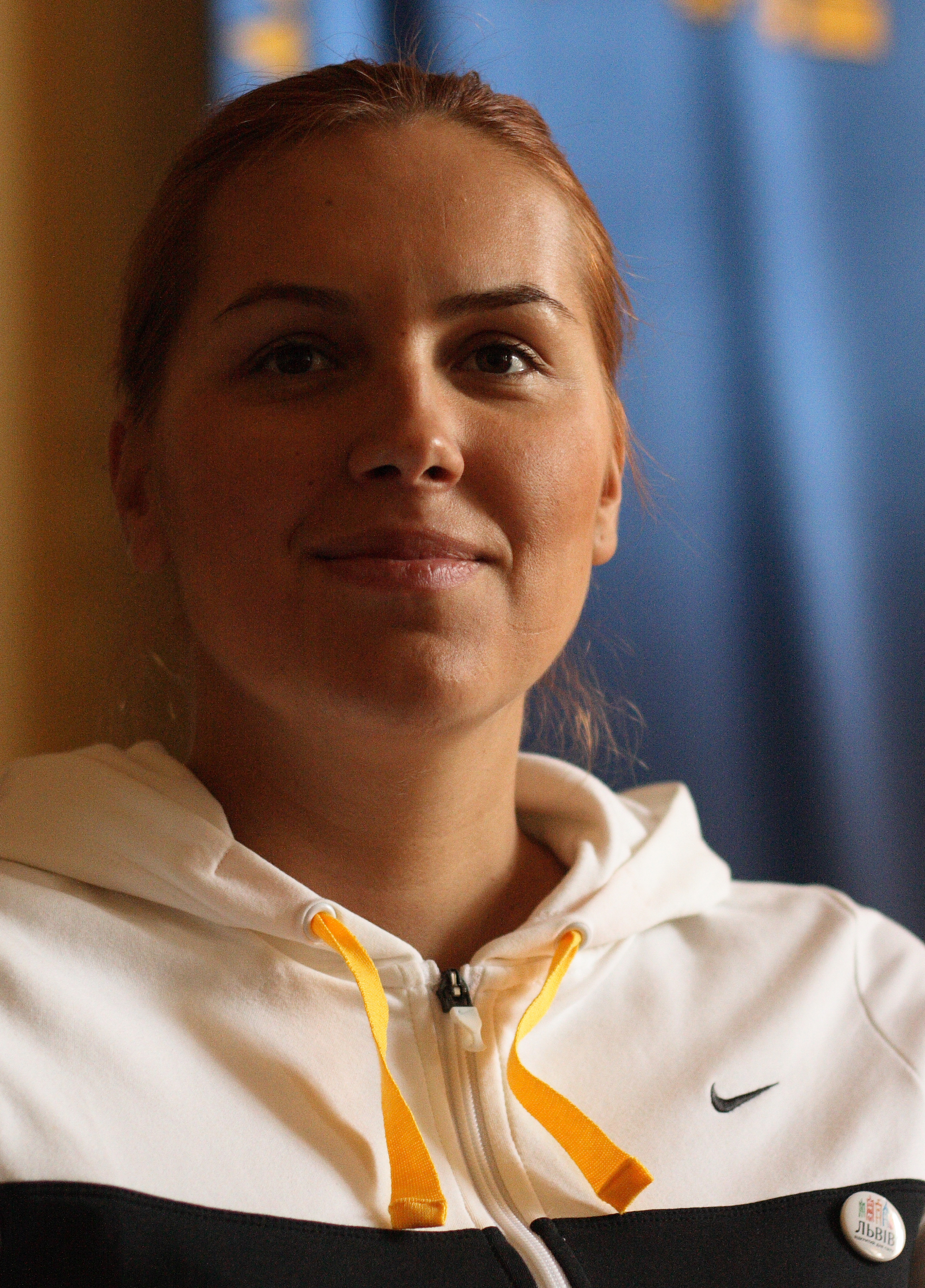
یانا کلوچکووا شناگر اوکراینی دارای ۴ مدال طلای المپیک است

ورزش در اوکراین مانند سایر کشورها در سراسر جهان نقش مهمی در شکل‌گیری دیدگاه محبوب اوکراین و فرهنگ عامیانه اوکراین برای ساکنان آن و سایر نقاط جهان دارد. از قرن ۱۸ تحت سلطه روسیه، ورزش در قسمت اعظم اوکراین به دلیل باقی فرهنگ عامه در اوکراین تحت‌الشعاع فرهنگ روسیه قرار دارد. به عنوان بخشی از فرهنگ اوکراین، ورزش در شروع تحت تأثیر اتریش-مجارستان و کشورهای مختلف اروپایی قرار گرفت فرهنگ فیزیکی جنبش‌هایی مانند پان-آلمانی ترنر، پان اسلاوها Sokol، و دیگر. در امپراتوری روسیه، ملت اوکراین هرگز به رسمیت شناخته نشد و از نظر جنایی مورد پیگرد قانونی قرار گرفت، در حالی که فرهنگ روسی-کوچک فقط به عنوان فرهنگ عامیانه مجاز بود که وجود داشته باشد. تنها پس از انحلال اتحاد جماهیر شوروی، در سال ۱۹۹۲ سرود اوکراین برای اولین بار در بازی‌های المپیک با پیروزی ورزشکار المپیک اولگ کوچرنکو آغاز شد و بلافاصله با پیروزی‌های تاتیانا گوتسو و الکساندرا تیموشنکو همراه شد.

## فوتبال

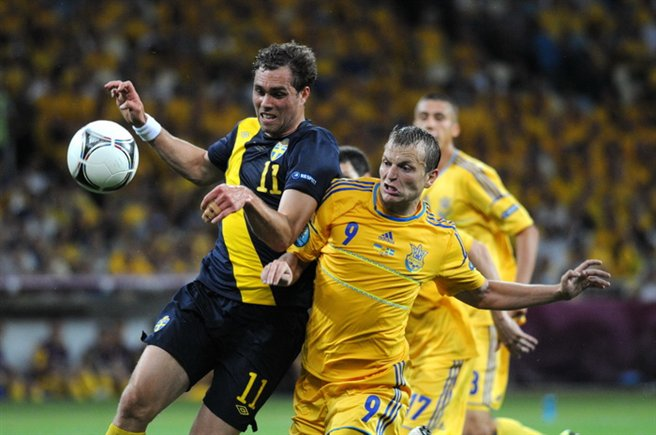
بازی تیم ملی فوتبال اوکراین در یوفا یورو ۲۰۱۲.

فوتبال محبوب‌ترین ورزش در اوکراین است. فوتبال در اوکراین توسط فدراسیون فوتبال اوکراین (FFU) اداره می‌شود. FFU مسابقات مختلف فوتبال را در کشور در میان مردان، زنان، جوانان، معلولان و … و همچنین تسهیل مسابقات فوتبال بین متخصصان، دانشجویان و مناطق برگزار می‌کند. قالب مسابقات از لیگ‌ها (دور رفت) تا مسابقات جام حذفی (حذفی) متفاوت است. فدراسیون فوتبال اوکراین همچنین چندین مسابقه دوستانه در اوکراین برگزار می‌کند و چندین تیم ملی را که در مسابقات مختلف بین‌المللی شرکت می‌کنند، سازمان می‌دهد.

## بسکتبال

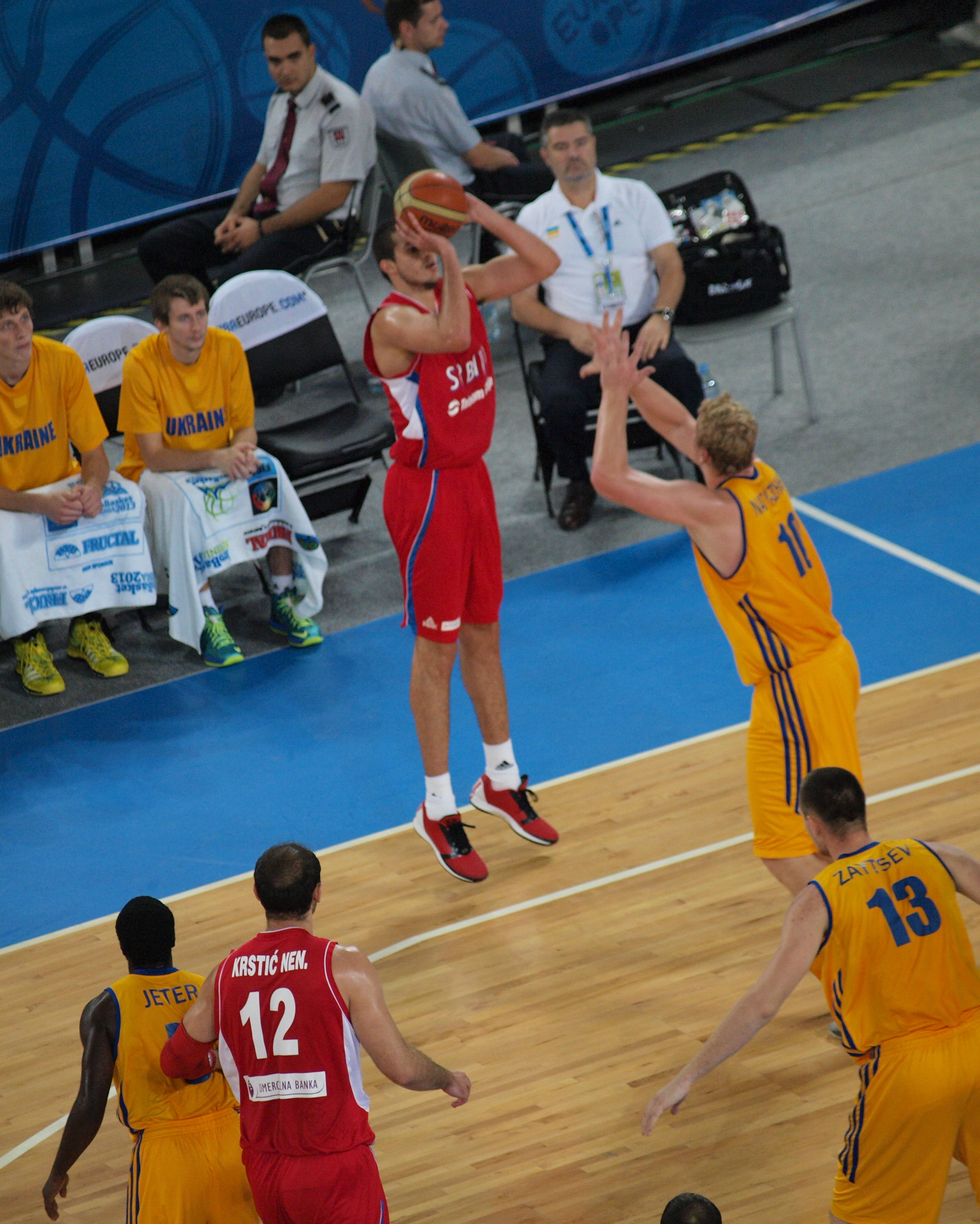
حمله تیم صربستان به اوکراین، یوروباسکت ۲۰۱۳

علاوه بر فوتبال، یک ورزش مهم در اوکراین بسکتبال است. بسکتبالیستهای اوکراین از عوامل تعیین‌کننده موفقیت تیم ملی بسکتبال اتحاد جماهیر شوروی بودند، تیمی که دهه‌ها بر اروپا سلطه داشت و در برخی مواقع بر صحنه جهانی بسکتبال نیز تسلط داشت. این بازیکنان شامل الکساندر بلوستنی، آناتولی پولیودا، ولادیمیر تاکاچنکو و الکساندر آناتولیویچ وولکوف و دیگران بودند. از زمان انحلال اتحاد جماهیر شوروی، به ویژه تیم‌های باشگاهی اوکراین BC Kiiv و BC Azovmash مورد توجه بین‌المللی قرار گرفتند زیرا هر دو به ترتیب در سال ۲۰۰۵ و ۲۰۰۷ به فینال یورو چلنجرسیدند. تیم ملی بسکتبال اوکراین به آرامی اما مطمئناً در مسابقات نخبگان اروپا نامی کسب کرده‌است. امیدهایش برای قهرمانی بسکتبال اروپا ۲۰۱۵ در زمین خانگی است.

## بولینگ
فدراسیون بولینگ اوکراین شامل ۹۹ بولینگ ثبت نام شده‌است که در ۱۹ مرکز بازی می‌کنند. ایگور کنوننکو به عنوان رئیس فدراسیون فعالیت می‌کند. بولینگ‌های اوکراینی در سیزدهمین دوره مسابقات جهانی بولینگ جوانان اول شدند.

## بوکس

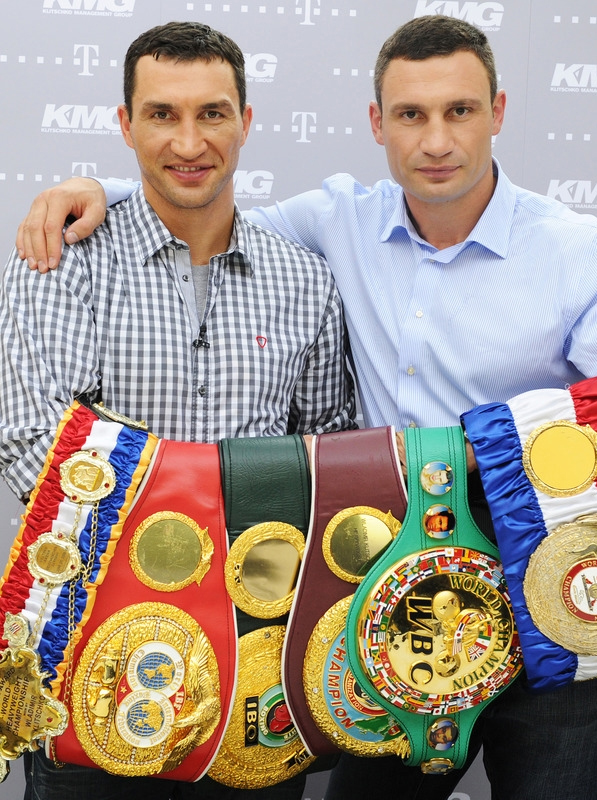
ویتالی و برادرش، ولادیمیر، قبل از بازنشستگی هر کمربند قهرمانی بزرگی را در دست داشتند.

به اوکراین برای تولید برخی از مهم‌ترین بوکسورهای ماهر در زمان‌های اخیر می‌توان اشاره کرد، از جمله برادران ولادیمیر و ویتالی کلیچکو، که، در حال حاضر بازنشسته شده‌اند، در سراسر زندگی حرفه ای خود موفق به کسب عناوین متعدد جهان شدند. همچنین واسیل لوماچنکو، دارنده مدال طلای المپیک ۲۰۰۸ و ۲۰۱۲ است و به عنوان یکی از بزرگترین بوکسورهای آماتور در تمام دوران‌ها شناخته می‌شود.

## لیگ راگبی

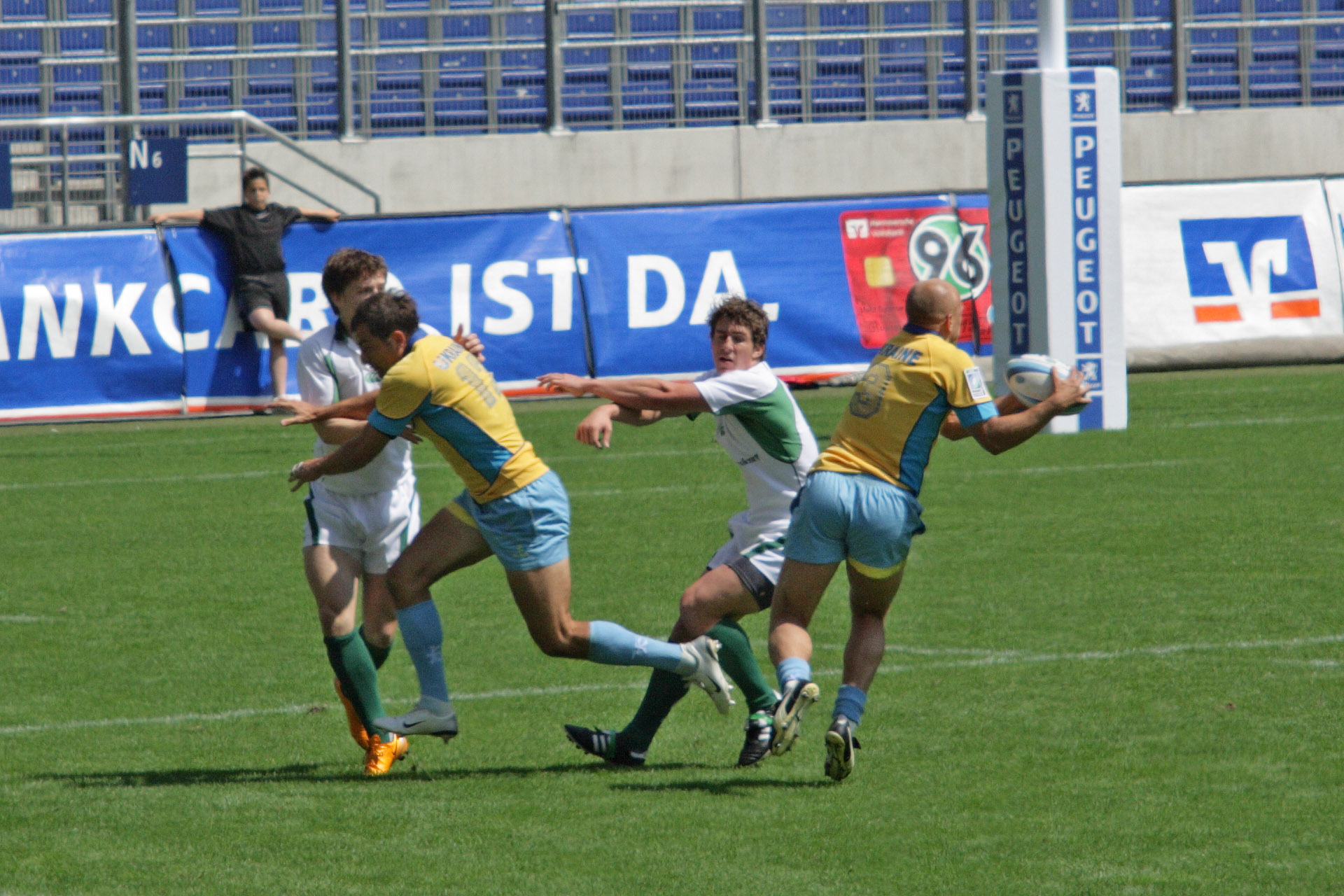
تیم اوکراین در هفت تیم اروپایی ۲۰۰۸ توپ را از ایرلند قطع کرد.

فدراسیون راگبی اوکراین در سال ۲۰۰۸ به عنوان ناظر رسمی به RLEF (لیگ راگبی فدراسیون اروپا) پیوست. فعالیت‌های آن در شرق کشور، حوالی شهرهای صنعتی خارکوف و دونتسک متمرکز شده‌است. اولین باشگاه، لژیون XIII، توسط دانش آموزان در سال ۲۰۰۷ تشکیل شد و قبل از شروع مسابقات قهرمانی ۴ تیم اوکراین در سال ۲۰۰۹ در مسابقات قهرمانی روسیه بازی می‌کرد. در سال ۲۰۱۴، فدراسیون لیگ راگبی اوکراین (UFRL) توافق‌نامه ای را با مقامات منعقد کرده‌است که محتوای خاص لیگ راگبی را در ۴۵ مدرسه ورزشی این ایالت درج کند.